# Echinogammarus eisentrauti
Echinogammarus eisentrauti is een vlokreeftensoort uit de familie van de Gammaridae. De wetenschappelijke naam van de soort is voor het eerst geldig gepubliceerd in 1937 door Schellenberg.